# Îlot Porc-Épic
Pour les articles homonymes, voir Porc-Épic (homonymie).
L’îlot Porc-Épic est une îlot de Nouvelle-Calédonie appartenant administrativement à Le Mont-Dore.
Il y a un petit sémaphore sur l'îlot.